# Нагрудний знак «Знак пошани»
Нагрудний знак «Знак пошани» — відомча заохочувальна відзнака Міністерства оборони України.
Знак є аналогом відзнаки «Знак пошани», що входила до діючої до 2012 року попередньої системи відзнак Міністерства оборони України.

## Історія нагороди
30 травня 2012 року Президент України В. Ф. Янукович видав Указ, яким затвердив нове положення про відомчі заохочувальні відзнаки; міністрам, керівникам центральних органів виконавчої влади, керівникам (командувачам) військових формувань, державних правоохоронних органів було доручено забезпечити в установленому порядку перегляд актів про встановлення відомчих заохочувальних відзнак, приведення таких актів у відповідність із вимогами цього Указу. Протягом 2012—2013 років була розроблена нова система заохочувальних відзнак, що була затверджена наказом Міністерства оборони України від 11 березня 2013 року № 165 «Про відомчі заохочувальні відзнаки Міністерства оборони України». Серед інших наказом була встановлена відзнака — нагрудний знак «Знак пошани».

## Положення про відзнаку
- Відзнакою — нагрудний знак «Знак пошани» — нагороджуються військовослужбовці та працівники Збройних Сил України за значний особистий внесок у справу розбудови, розвитку та забезпечення життєдіяльності Збройних Сил України, досягнення високих показників у військовій, науковій, освітянській та інших сферах діяльності, бездоганну сумлінну службу (працю).
- Протягом календарного року кількість нагороджених не може перевищувати 2000 осіб.

## Опис відзнаки
- Нагрудний знак має вигляд прямого рівностороннього хреста із розбіжними сторонами, покритими напівпрозорою емаллю малинового кольору, між якими пучки розбіжних променів білого металу. Пружки хреста — жовтого металу. Посередині хреста круглий медальйон жовтого металу, на якому нанесено зображення малого Державного Герба України на тлі розбіжних променів. Щит малого Державного Герба України покрито емаллю синього кольору. Медальйон має два пружки, простір між якими покрито емаллю білого кольору. У верхній частині медальйона напис між пружками: «МІНІСТЕРСТВО ОБОРОНИ УКРАЇНИ», у нижній частині — дві лаврові гілки. Пружки хреста і медальйона, літери напису, лаврові гілки — жовтого металу.
- Усі зображення і напис рельєфні.
- Розмір нагрудного знака — 41×41 мм.
- Зворотний бік нагрудного знака злегка увігнутий із застібкою для прикріплення до одягу.
- Планка нагрудного знака являє собою металеву пластинку, обтягнуту стрічкою. Розмір планки: ширина — 28 мм, висота — 12 мм. Стрічка нагрудного знака шовкова муарова з поздовжніми смужками: малинового кольору шириною 6 мм, білого — шириною 1 мм, синього — шириною 3 мм, жовтого — шириною 8 мм, синього — шириною 3 мм, білого — шириною 1 мм, малинового — шириною 6 мм.

## Порядок носіння відзнаки
- Нагрудний знак «Знак пошани» носиться з правого боку грудей і розміщується нижче державних нагород України, іноземних державних нагород, після нагрудного знака «За військову доблесть».
- За наявності в особи декількох нагрудних знаків носяться не більше трьох таких знаків.
- Замість нагрудних знаків та медалей нагороджений відомчими відзнаками може носити планки до них, які розміщуються після планок державних нагород України, іноземних державних нагород.